# Lagbé
Lagbé ist ein Arrondissement im Departement Plateau im westafrikanischen Staat Benin. Es ist eine Verwaltungseinheit, die der Gerichtsbarkeit der Kommune Ifangni untersteht.

## Demografie und Verwaltung
Gemäß der Volkszählung 2013 des beninischen Statistikamtes INSAE hatte das Arrondissement 13.745 Einwohner, davon waren 6583 männlich und 7162 weiblich.
Von den 69 Dörfern und Quartieren der Kommune Ifangni entfallen zehn auf Lagbé:
1. Houmbo-Djèdje
2. Houmbo-Nagot
3. Kouyè
4. Lagbè
5. Okédjéré
6. Sobè
7. Sobè-Ayelawadjè
8. Sokou
9. Sokou-Alihogbogo
10. Zian